# Адальберт фон Шмідт
Адальберт фон Шмідт (нім. Adalbert von Schmidt; 26 вересня 1886, Прага — 4 червня 1955, Айзенштадт) — австро-угорський, австрійський і німецький офіцер, генерал-майор.

## Біографія
18 серпня 1907 року вступив у австро-угорську армію. Учасник Першої світової війни, після завершення якої продовжив службу в австрійській армії. З 1 серпня 1933 року — заступник окмандира 3-ї бригади. З 1 червня 1935 року — піхотний бригадир 3-ї дивізії. З 1 жовтня 1936 року — автомобільно-єгерський, з 1 квітня 1938 року — кавалерійський бригадир Швидкої дивізії. Після аншлюсу автоматично перейшов у вермахт. З 23 травня 1935 року — в інспекції комплектування Верхнього Дунаю. З 1 серпня 1938 року перебував в розпорядженні головнокомандувача сухопутних військ.

## Звання
- Лейтенант (18 серпня 1907)
- Обер-лейтенант (1 листопада 1912)
- Гауптман Генштабу (1 листопада 1915)
- Титулярний майор (1 липня 1920)
- Оберст-лейтенант (1 грудня 1921)
- Оберст (24 квітня 1930)
- Генерал-майор (22 грудня 1936)

## Нагороди
- Ювілейний хрест
- Медаль «За військові заслуги» (Австро-Угорщина)
  - бронзова
  - срібна з мечами
- Хрест «За військові заслуги» (Австро-Угорщина) 3-го класу з військовою відзнакою і мечами
- Орден Залізної Корони 3-го класу з військовою відзнакою і мечами
- Військовий Хрест Карла
- Залізний хрест 2-го класу
- Пам'ятна військова медаль (Австрія) з мечами
- Золотий почесний знак «За заслуги перед Австрійською Республікою»
- Пам'ятна військова медаль (Угорщина) з мечами
- Хрест «За вислугу років» (Австрія) 2-го класу для офіцерів (25 років)
- Почесний хрест ветерана війни з мечами